# Sint-Maximiliaankerk
De Sint-Maximiliaankerk (Duits: St. Maximilian) is een rooms-katholieke parochiekerk in München. De kerk werd tussen 1892 en 1908 naar het ontwerp van Heinrich von Schmidt in neoromaanse stijl gebouwd. De kerk bevindt zich aan de Auenstraße 1, aan de oever van de Isar en de oostelijke rand van het Glockenbachviertel.

## Geschiedenis
Wegens de groei van de stad München besloot aartsbisschop Antonius von Steichele in 1883 tot de bouw van een drietal kerken. Om de bouw van deze drie parochiekerken te realiseren werd de Zentralverein für Kirchenbau in München opgericht. Zo werden de Sint-Bennokerk, de Sint-Pauluskerk en de Sint-Maximilaankerk gebouwd.
Omdat de Heilige Geestkerk niet meer in staat was het toegenomen aantal gelovigen te bedienen, werd er eerst een schoolgebouw omgebouwd tot noodkerk. In 1895 waren de middelen zodanig aangegroeid, dat de bouwplannen konden worden uitgerold. Er werd een wedstrijd onder architecten uitgeschreven met als resultaat 96 ontwerpen. Het winnende ontwerp betrof een neogotisch kerkgebouw, waarbij de architect zich had laten inspireren door de Stefanusdom te Wenen. Omdat Kirchenbauverein oordeelde dat de kosten van het ontwerp te hoog zouden kunnen uitvallen, werd de architect gevraagd een goedkoper ontwerp uit te werken. De architect stelde nu een neoromaans kerkgebouw voor, waarvoor hij twee bouwontwerpen inleverde.
Op 26 april 1895 kon de eerste spade de grond in en op 24 juni 1895 legde aartsbisschop Antonius von Thoma in het bijzijn van prins-regent Luitpold de eerste steen. Wegens geldgebrek liep de bouw in de jaren 1898 en 1899 vertraging op. Op 6 oktober 1901 wijdde aartsbisschop Franz Joseph Stein de kerk, maar de kerk werd pas in 1903 een zelfstandige parochiekerk. Omdat de financiële middelen ook na de wijding van de kerk karig bleven, kon de bouw van de ontbrekende sacristie pas in de jaren 1938-1939 worden gerealiseerd.

## Verwoesting en herbouw
Tijdens de Tweede Wereldoorlog werd de Notre-Dame aan de Isar, zoals de Sint-Maximiliaankerk tot dan toe in de volksmond werd genoemd, bij luchtaanvallen tussen september 1943 en november 1944 herhaaldelijk getroffen. De kerk liep daarbij zware verwoestingen op. In het rechter zijschip werd een noodkerk opgericht waar sinds Pasen 1946 weer missen konden worden gevierd. De herbouw van de kerk vond in de jaren 1949-1953 plaats. Maar in deze zware periode waren de financiële middelen van de parochie natuurlijk evenmin overvloedig. Daarom zag men af van het herstel van de octogonale torenspitsen. In plaats daarvan werden er provisorische nooddaken op de torens geplaatst die tot op de dag van vandaag nog niet zijn vervangen. Na de wijding van het hoogaltaar begon men stapsgewijs met de herinrichting van het interieur. De geredde kunstwerken van de kerk werden in het nieuwe interieur geïntegreerd.

## Belangrijke kunstwerken
- Het hoogaltaar (Balthasar Schmitt, Georg Wrba, na 1905)
- Fresco's (Carl Johann Becker-Gundahl, voor 1910)
- De madonna van het Mariaaltaar (barok, het beeld bevond zich tot 1954 aan een woning)

## Het orgel
Het orgel werd in 1970 door de orgelbouwer Carl Schuster & Sohn gebouwd en heeft 57 registers verdeeld over drie manualen en pedaal.

## Klokken
De inwijding van de door de Gebr. Oberascher uit München gegoten klokken werden op 14 september 1901 ingewijd. De historische waarde van de klokken is groot omdat alle klokken oorspronkelijk zijn en beide Wereldoorlogen hebben overleefd.
| Nr. | Naam                  | Gietjaar | Gieter, Gietplaats        | Gewicht (kg) | Nominaal | Toren     |
| --- | --------------------- | -------- | ------------------------- | ------------ | -------- | --------- |
| 1   | Dreifaltigkeitsglocke | 1901     | Gebr. Oberascher, München | 3600 (3900?) | a0       | westelijk |
| 2   | Salveglocke           | 1901     | Gebr. Oberascher, München | 2250         | c1       | westelijk |
| 3   | Apostelglocke         | 1901     | Gebr. Oberascher, München | 1650         | d1       | oostelijk |
| 4   | Maximiliansglocke     | 1901     | Gebr. Oberascher, München | 950          | f1       | oostelijk |
| 5   | Ludwigsglocke         | 1901     | Gebr. Oberascher, München | 650          | g1       | westelijk |
| 6   | Ottoglocke            | 1901     | Gebr. Oberascher, München | 450          | a1       | oostelijk |

## Historische afbeeldingen voor de verwoesting

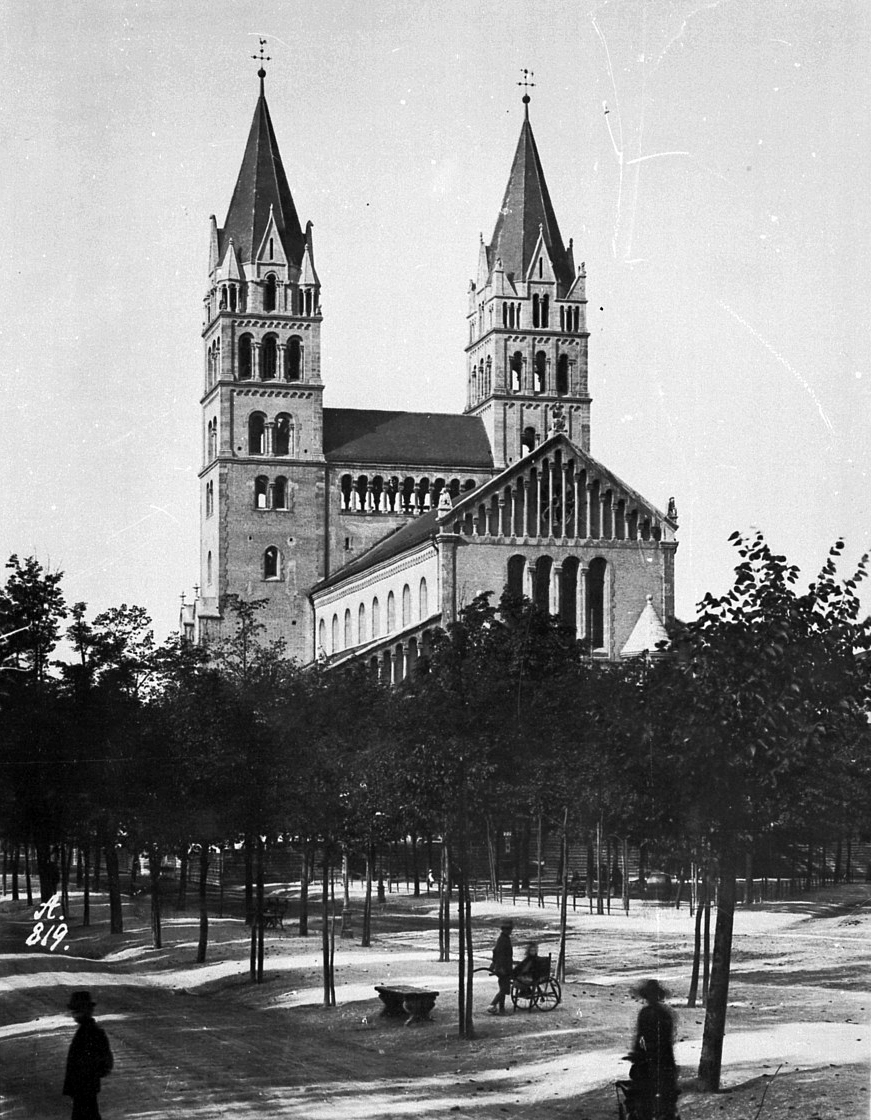
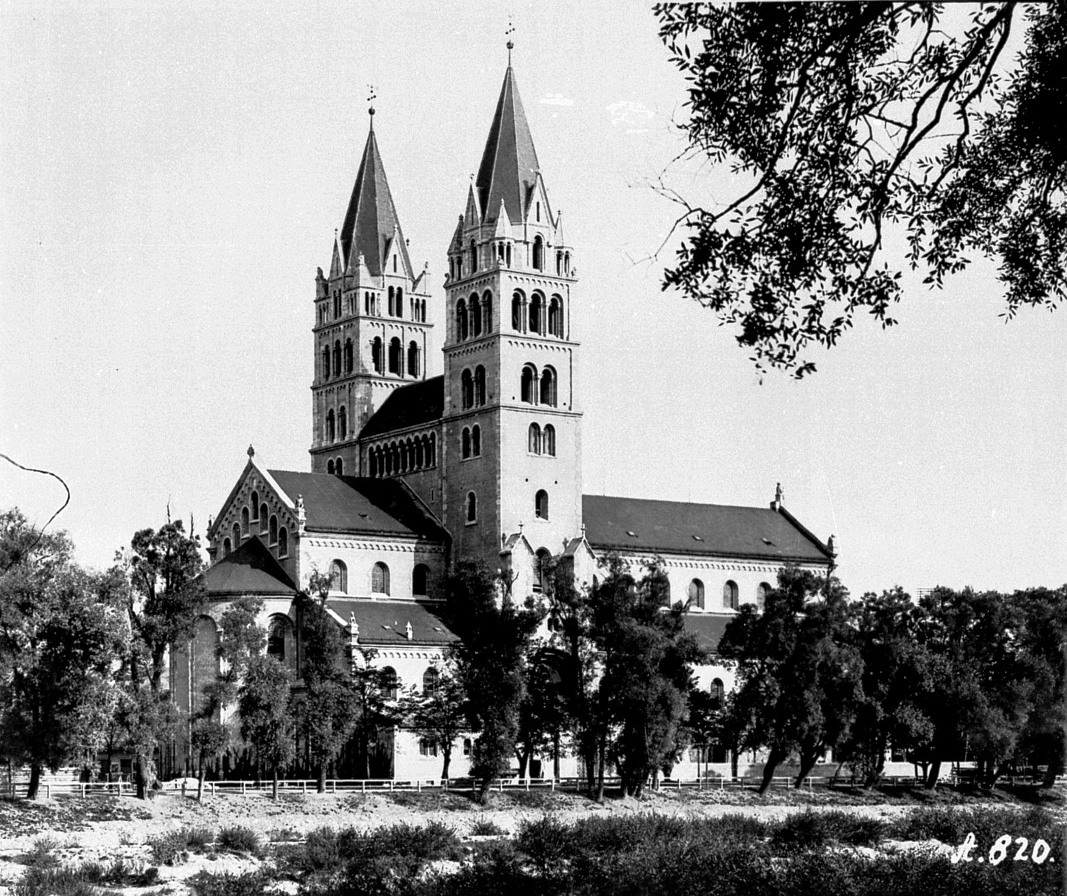
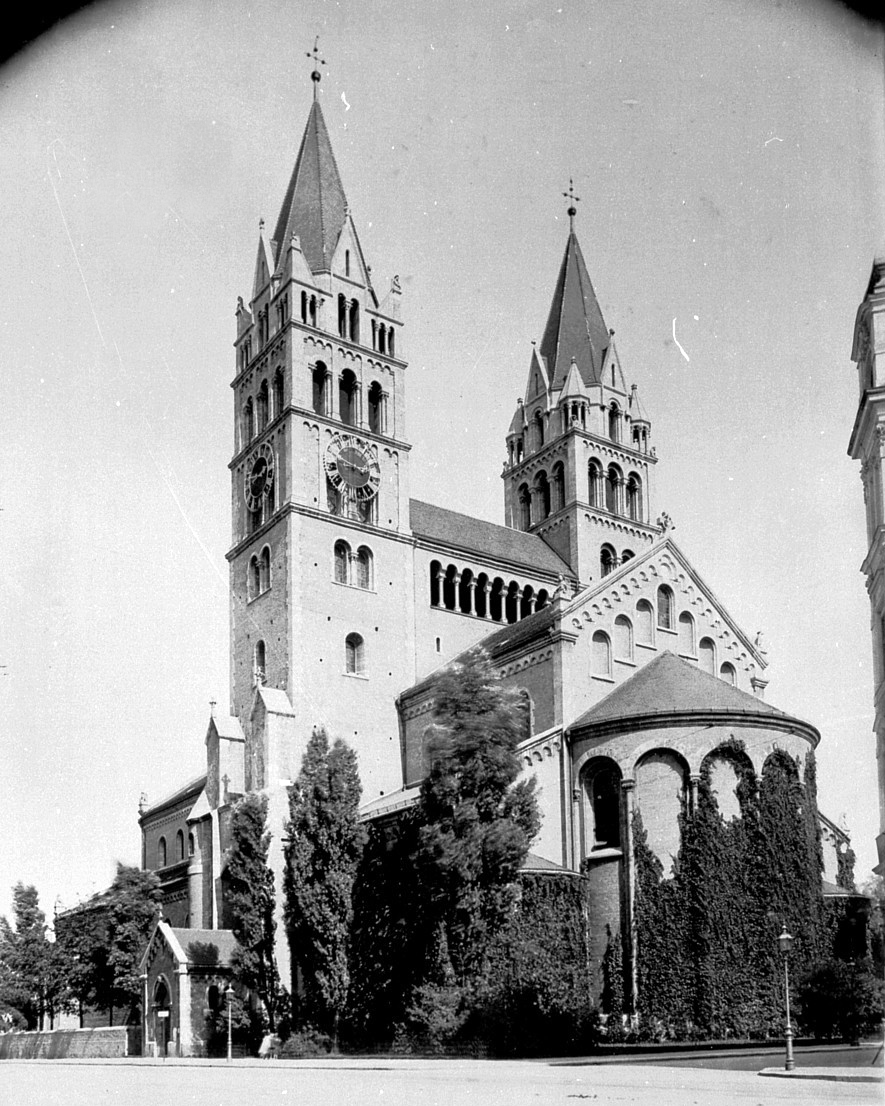